# Kericho (hrabstwo)
Kericho – hrabstwo w Kenii. Jego stolicą i największym miastem jest Kericho. Według Spisu Powszechnego z 2019 roku liczy 901 777 mieszkańców na powierzchni 2436 km². Miejscowi ludzie pochodzą w większości z grupy etnicznej Kalendżin.
Kericho jest domem dla największej zlewni wody w Kenii, a także dla największego rodzimego lasu górskiego w Afryce Wschodniej – Mau Forest. 
Kericho graniczy z następującymi hrabstwami: Nandi na północy, Uasin Gishu i Baringo na północnym wschodzie, Nakuru na wschodzie i południowym wschodzie, z Bomet na południu, Nyamirą i Homa Bay na południowym zachodzie, oraz z Kisumu na zachodzie i północnym zachodzie.

## Herbata
Dzięki dużej wysokości i praktycznie codziennym deszczom, Kericho jest centrum największego przemysłu herbacianego w Kenii, a rynek miasta Kericho jest znany jako Plac Chai (Chai w języku hindi oznacza herbatę). Tutaj znajdują się niektóre z największych firm herbacianych, w tym Unilever Kenya, James Finlay i Williamson. Kericho jest także domem dla popularnej marki Ketepa. Znaczna część herbaty jest eksportowana, a największym rynkiem zbytu jest Wielka Brytania.

## Religia
Struktura religijna w 2019 roku wg Spisu Powszechnego:
- protestantyzm – 73,4%
- katolicyzm – 11,1%
- niezależne kościoły afrykańskie – 6,2%
- pozostali chrześcijanie – 4,7%
- brak religii – 2,8%
- islam – 0,27%
- pozostali – 1,5%.

## Podział administracyjny
Hrabstwo Kericho składa się z sześciu okręgów:
- Ainamoi,
- Belgut,
- Kipkelion East,
- Kipkelion West,
- Sigowet,
- Bureti.